# Eugenio Siller
Pour les articles homonymes, voir Siller et Rodríguez.
Eugenio Siller (né Eugenio Santiago Siller Rodríguez le 5 avril 1981 à Tampico, Tamaulipas, Mexique), est un acteur et chanteur mexicain.

## Biographie
Il commence sa carrière artistique en tournant dans des publicités, des comédies musicales et des pièces de théâtre au Mexique.
Depuis 1998 il est aussi membre du groupe musical Klishé. Il participe au Festival de la OTI et enregistre deux disques pour lesquels il reçoit des récompenses. En 1999, le groupe est reconnu par El Heraldo de México comme le groupe juvénile Révélation de l'année. Le premier disque avec le groupe "Klishé" s'intitule Con devoción et son deuxième disque Amor violento.
Il habite en Italie où il travaille pour différentes marques connues de la mode, puis à Miami où il continue à se préparer au métier d'acteur et de musicien. Enfin en 2002 il retourne au Mexique pour étudier les arts dramatiques au CEA (Centro de Educación Artística de Televisa) et il obtient son diplôme en 2005.

## Carrière
En 2006, il commence sa carrière dans le rôle de Luciano dans la telenovela Rebelde. Ensuite il travaille dans Código postal. En 2007, il obtient son premier rôle de protagoniste dans Al diablo con los guapos en compagnie d'Allisson Lozz.
En 2009, on le retrouve avec Maite Perroni dans la telenovela Mi pecado. L'année suivante, il fait ses débuts à Telemundo dans la telenovela Aurora en incarnant Martín Lobos aux côtés de Sara Maldonado.
En 2011, il joue dans Una maid en Manhattan avec Litzy. En 2014, il est dans la telenovela Reina de corazones avec Paola Núñez.
En 2015, il joue avec Danna Paola et Kimberly Dos Ramos dans la telenovela ¿Quién es quién?, version de Amores de mercado.
Du 31 octobre au 10 décembre 2016, à Alméria en Espagne, Eugenio Siller enregistre le long métrage Jesús de Nazareth produit par José Manuel Brandariz et réalisé par Rafael Lara où il incarne Juan Apóstol aux côtés de Julián Gil qui tient le rôle-titre.
En 2021, il tient le rôle de José María « Chema » Lazcano dans Qui a tué Sara ? (¿Quién mató a Sara?), un feuilleton télévisé de thriller dramatique mexicain en 25 épisodes d'environ 40 minutes créé par José Ignacio Valenzuela (en) et diffusé au niveau mondial entre le 24 mars 2021 et le 18 mai 2022 sur Netflix.

## Filmographie

### Télénovelas
- 2006 : Rebelde : Luciano
- 2006-2007 : Código postal : Rafael Rojas Alonso
- 2007-2008 : Al diablo con los guapos : Alejandro Belmonte Arango
- 2009 : Mi pecado : Julián Huerta Aldama
- 2010-2011 : Aurora : Martín Lobos
- 2011-2012 : Una maid en Manhattan : Cristóbal Parker
- 2014 : Reina de corazones : Javier Bolivar / Nicolas Núñez
- 2015-2016 : ¿Quién es quién? : Pedro Pérez, dit Perico / Leonardo Fuentemayor[3]

### Émissions télévisées
- 2007 : Los 5 magnificos : Invité
- 2007 : La hora pico : Invité
- 2011 : Confesiones de novela : Invité

### Séries télévisées
- 2021-2022 : Qui a tué Sara ? : Chema Lazcano (25 épisodes)